# Opius magicorum
Opius magicorum är en stekelart som beskrevs av Fischer 1979. Opius magicorum ingår i släktet Opius och familjen bracksteklar. Inga underarter finns listade i Catalogue of Life.